# Лвов
Лвов (на украински Львів; на руски: Львов; на полски: Lwów; на немски: Lemberg) е най-големият по население град в Западна Украйна с над 850 хил. жители.

## История
Основан е в средата на XIII в. от княз Данило Галицки, който го нарича в чест на своя син Лев Данилович. За първи път информация за града се появява в хрониките през 1256 г. Главните търговски пътища от Черно и Балтийско море, Източна и Западна Европа способстват за бързото му икономическо развитие. От 1772 до 1918 г. градът е носил името Лемберг, когато е столица на австрийското зависимо Кралство Галиция и Лодомерия. След Първата световна война заедно с цяла Галиция влиза в състава на Полша, а от 1939 г. с Източна Галиция влиза в Украинска ССР в състава на СССР. В първите дни на Съветско - германската война НКВД убива 4000 украински и полски политзатворници, граждански лица от всякакви пол и възраст и немски военнопленници - повечето са разстреляни, но част от жертвите са убити особено жестоко и след брутални мъчения.

## Лвов днес
Днес Лвов е главен културен и икономически център на Западна Украйна. Каменният лъв е символ на силата на града и се свързва с неговото име. Известен е като най-красивия град на Украйна. Историческият център на града е в списъка на ЮНЕСКО за световните паметници на архитектурата. Неговото архитектурно оформление е сбор от многобройни стилове и епохи – от готическата Католическа катедрала от XIV в. до бароковата катедрала „Св. Георги“; манастирът „Бернандин“ от ренесансовия стил и Параклисът на Боимес съществува съвместно с Арменската църква.

## Административно деление
Лвов е град на областно подчинение. В състава му в административно отношение влизат още предградията:
- град Виники (Личаковски район)
- селище от градски тип Рудно (Зализнични район)
- селище от градски тип Брюховичи (Шевченковски район)

Разделен е на 6 района, всеки от които има собствени управленски органи:
- Зализнични (Залізничний)
- Личаковски (Личаківський)
- Сиховски (Сихівський)
- Франковски (Франківський)
- Шевченковски (Шевченківський)
- Галицки (Галицький)

## Известни личности
Родени в Лвов
- Александър Белявски (р. 1953), украински/словенски шахматист
- Зигфрид Бернфелд (1892 – 1953), австрийски психолог
- Татяна Захова (1972), българска актриса
- Лудвиг Йекелс (1867 – 1954), австрийски психиатър
- Войчех Килар (р. 1932), полски композитор
- Катерина Лахно (р. 1989), украинска шахматистка
- Станислав Лем (1921 – 2006), полски писател
- Станислав Лец (1909 – 1966), полски писател
- Руслана Лижичко (р. 1973), украинска певица
- Ян Лукашевич (1878 – 1956), полски математик
- Лудвиг фон Мизес (1881 – 1973), австрийски икономист
- Рихард фон Мизес (1883 – 1953), австрийски математик
- Збигнев Херберт (1924 – 1998), полски поет
- Юлиан Шумлянски (? – 1920), български просветен деец от полски произход

Починали в Лвов
- Стефан Банах (1892 – 1945), полски математик
- Иван Франко (1856 – 1916), украински писател

## Побратимени градове
Лвов е побратимен град с:
- Нови Сад (на сръбски: Нови Сад), Сърбия
- Баня Лука (на сръбски: Бања Лука), Босна и Херцеговина
- Вроцлав (на полски: Wrocław), Полша
- Краков (на полски: Kraków), Полша
- Корнинг (на английски: Corning), Ню Йорк (щат), САЩ
- Уинипег (на английски: Winnipeg), Канада
- Кутаиси (на грузински: ქუთაისი), Грузия
- Фрайбург (на немски: Freiburg), Германия
- Ескилстюна (на шведски: Eskilstuna), Швеция

## Други
На Лвов е наречена улица в квартал „Факултета“ в София (Карта).